# ست رید
ست رید (Seth Read) (زادهٔ ۶ مارس ۱۷۴۶ - درگذشتهٔ ۱۹ مارس ۱۷۹۷)، در آکس‌بریج، شهرستان ووستر ماساچوست متولد شد و در ایری، شهرستان ایری پنسیلوانیا، در سن ۵۱ سالگی با نام «ست رید» از دنیا رفت.

## زندگی‌نامه

### اوایل زندگی
او پسر ستوان جان رید و لوسی رید بود. جان رید درجه نظامی خود را با خدمت نظامی در جنگ فرانسویان و سرخپوستان دریافت کرده بود. برادران و خواهران ست رید عبارت بودند از: سارا، متولد ۲۴ اکتبر ۱۷۲۹، (ازدواج با جوزایا آدارنز در ۲۷ دسامبر ۱۷۵۰)؛ جوزف، متولد ۶ مارس ۱۷۳۲؛ پیتر، متولد ۱۳ نوامبر ۱۷۳۵؛ جان، متولد ژوئن ۱۷۴۳؛ ست، متولد ۶ مارس ۱۷۴۶؛ جوزایا، متولد ۲۳ ژوئیه ۱۷۵۳. ستوان جان رید در ۱۸ ژانویه ۱۷۷۱ در آکس‌بریج درگذشت.
ست رید در آکس‌بریجِ تازه تأسیس که شهری مرزی، مستعمره‌نشین و با اهالی کشاورز بود، بزرگ شد. او دوست داشت یک مالک زمین، شبه‌نظامی و کشاورز شود. در یکی از منابع ذکر شده که او به عنوان یک  فعالیت می‌کرد.
رید در سال ۱۷۶۸ با هانا هاروود، (متولد ۱۷۴۷) ازدواج کرد. پسر آنها، چارلز جان رید، در ۲۳ دسامبر ۱۷۷۱ به‌دنیا آمد. پسر ست و هانا، روفس، در سال ۱۷۷۵ به‌دنیا آمد. ست و هانا هفت فرزند به نام‌های جیمز منینگ، چارلز جان، سوفیا، روفس ست، سالی آدامز، هنری جوزف، جورج واشینگتن و مری (پولی) رید داشتند. ست رید همچنین از سال ۱۷۷۷ الی ۱۷۷۸ کارمند شهرداری آکس‌بریج بود. شیث و برادرش جوزف در هر جلسه‌ای که در آن ناحیه پیرامون آمادگی برای انقلاب برگزار می‌شد، شرکت می‌کردند. نام آنها در صورت جلسه شهر که در اوایل ۱۷۷۴ به منظور آمادگی جهت جنگ انقلابی برگزار شده بود، ذکر شده‌است. این دو برادر همچنین در کمیته مکاتبات فعال بودند.

### خدمت در جنگ انقلابی
سرهنگ دوم ست رید در جنگ انقلابی مأمور بود، در «هشدار» نبرد لکسینگتون و کنکورد خدمت کرد و فرمانداری هنگی از نیروها را در نبرد بانکر هیل، هنگ ۲۶ ماساچوست، تحت فرمانداری سرهنگ جان پترسون در ۱۷ ژوئن ۱۷۷۵ برعهده داشت. او تا اوت ۱۷۷۶ در عملیات تهاجم به کانادا (۱۷۷۵) در هنگ ۱۵ ماساچوست حضور داشت، اما در ژانویه ۱۷۷۷ پس از اینکه هنگ پانزدهم تسلیم آبله و گرسنگی شد، وی به دلیل بیماری خدمت نظامی خود را ترک کرد. در ژوئن ۱۷۷۵ ژنرال جورج واشینگتن هنگامی که عازم بوستون بود تا فرمانداری ارتش قاره‌ای را بر عهده بگیرد، در می‌خانه‌ای که متعلق به سرهنگ ست رید بود، توقف کرد. گفته می‌شود دو سال بعد، ست رید طی یک رأی کتبی از سوی شهرداری آکس‌بریج برای انجام وظایفی خاص در ارتباط با امنیت عمومی در شهر منصوب می‌شود. شهرداری با رای کتبی ست رید را انتخاب کرد تا وی مدارک احتمالی دال بر رفتار خصمانه هر یک از ساکنان این شهر نسبت به این کشور یا هر یک از ایالات متحده که توسط مالکان آزاد و سایر ساکنان شهر مذکور مورد اتهام باشد را ارائه دهد یا ثابت کند که اقامت این افراد در این ایالت برای صلح و امنیت عمومی خطرناک است. به عبارت دیگر، سرهنگ رید مأمور شد تا با افراد خائن، فتنه‌گر یا مشکوک به خیانت در شهر برخورد کند. از قضا، حداقل یک منبع ادعا می‌کند که پگی شیپن، بیوه بندیکت آرنولد، ۵۹ سال بعد در همین‌جا درگذشت. یک سال بعد، شهر آکس‌بریج رای داد تا نیروها و منابع خود را به ارتش قاره‌ای ارسال کند. سوابق شهر ووستر ماساچوست نشان می‌دهد که سرهنگ رید در سال ۱۷۸۰ به مجلس سنای ماساچوست راه یافته‌است. رید همچنین در سال ۱۷۷۹ به عنوان یکی از اعضای کنوانسیون قانون اساسی فعالیت داشت.

### خدمات پس از جنگ
پس از جنگ، در سوابق اولیه شهرستان ووستر و شهر آکس‌بریج ارجاعاتی به ست رید وجود دارد. او همچنان در حیات سیاسی منطقه فعال بود. سرهنگ ست رید از سال ۱۷۸۴ الی ۱۷۸۶ در دادگاه عمومی ماساچوست یا مجلس قانون‌گذار ایالتی خدمت کرد. در مارس ۱۷۸۶، ست رید از محکمه عمومی ماساچوست، هم مجلس نمایندگان و هم سنا، تقاضای امتیازی برای ضرب سکه‌های مس و نقره کرد و با درخواستش «موافقت شد» (مس ماساچوست). طبق گزارش خزانه‌داری ایالات متحده، سرهنگ رید اهل آکس‌بریج ماساچوست، موجب شد تا شعار «وحدت در عین کثرت» بر روی سکه‌های ایالات متحده حک شود. این عبارت بر روی تمامی سکه‌های ضرب‌شده در ایالات متحده درج می‌شود. اکنون عبارت «وحدت در عین کثرت» به عنوان سرلوحه سنتی ایالات متحده در نظر گرفته می‌شود. خزانه‌داری ایالات متحده برای نخستین بار در سال ۱۷۸۹ تشکیل شد. اولین پول رسمی و چاپی ایالات متحده با شعار «وحدت در عین کثرت» در سال ۱۷۹۵ و احتمالاً در اوایل سال ۱۷۹۱ در دسترس قرار گرفت. نخستین کاربرد شعار «وحدت در عین کثرت» بر روی سکه‌های ایالات متحده مربوط به سکه‌های مسی است که در سال ۱۷۸۶ در نیوبورگ نیویورک ضرب شد. کتابی که به این چاپ‌های اولیه اشاره می‌کند، استفاده از شعار «وحدت در عین کثرت» بر روی سکه‌های ایالات متحده را نیز به سرهنگ رید از آکس‌بریج ماساچوست نسبت می‌دهد. در سکه‌های امروزی ایالات متحده، این عبارت در پشت سکه درج شده‌است، (نگاه کنید به کادر رهنمای سکه یک سنتی در زیر که در آن کتیبه "E Pluribus Unum " در بالای یادبود لینکلن قرار دارد). در یادداشت‌های مربوط به نخستین سفر رئیس‌جمهور جورج واشینگتن به نیوانگلند در سال ۱۷۸۹ آمده‌است که رئیس‌جمهور قصد داشته‌است، هنگام عبور از آکس‌بریج با دوستش سرهنگ رید دیدار کند. اما طبق گزارش‌ها، سرهنگ رید در آن تاریخ خارج از شهر بوده تا خانواده‌اش را به ژنو در نیویورک برساند. گزارش شده‌است که سرهنگ رید یک زمین‌دار برجسته در آکس‌بریج بوده‌است. یکی دیگر از نشانه‌های تمایز ست رید در آکس‌بریج اولیه، این استناد است. در زندگی‌نامه ست رید و فرزندانش، ضمن اشاره به خانه کاپرون در آکس‌بریج، آمده‌است که «این خانه توسط سرهنگ ست رید که زمانی مالک بیشتر املاک و مستغلات این دهکده بود، ساخته شد». این زندگی‌نامه شرح می‌دهد که سرهنگ ست رید و برادرش سرهنگ جوزف رید مالک نیمی از اراضی شهر آکس‌بریج و در شهر نورثبریج بودند. خانه این دو در فاصله یک و نیم مایلی از یک‌دیگر در دو سوی شهر آکس‌بریج قرار داشت. اما در طول جنگ، طالع ثروت آنها به شدت دگرگون شد و این دو مرد ماجراجو و کارآفرین نسبتاً فقیر شدند.

### حرکات پیشتازانه: ژنو نیویورک
ست رید در زمستان ۱۷۹۰، همسرش هانا و خانواده‌شان را به ژنو در شهرستان انتاریوی نیویورک برد. پس از پایان جنگ، او از ماساچوست به شهرستان انتاریو نقل مکان کرد و در نتیجه تجارت با سرخ‌پوستان، مالک زمینی به وسعت هجده مایل شد. این در سال ۱۷۸۷، زمانی که هانا به همراه خانواده در آکس‌بریج اقامت داشت، رخ داد. او سرانجام این ملک را فروخت و همسر و دو پسرش (جیمز منینگ و چارلز جان) را به ایری کنونی آورد. آنها در ۱۷ ژوئن ۱۷۹۵ به ایری رسیدند. منطقه مسکونی ژنو هنوز دائمی نبود و حملاتی از سوی سرخ‌پوستان صورت می‌گرفت.

## ارجاعات
1. ↑  "Faces of Erie County; Seth and Hannah Reed". rootsweb (An ancestry.com Community). Erie County Pennsylvania Genealogy. مارس 17, 2003. Retrieved November 6, 2009.
2. ↑  Reed, Jacob Whitemore (1861). History of the Reed Family in Europe and America. John Wilson. pp. 195 – via Internet Archive. seth reed 1746.
3. ↑  "PA Biographies; William Ward Reed". historicpa.net. Archived from the original on October 9, 2007. Retrieved September 29, 2007.
4. ↑  Buford, Mary Hunter (1895). Seth Read, Lieut. -Col.Continental Army; Pioneer at Geneva, New York, 1787, and at Erie, Penn. , June, 1795. His Ancestors and Descendants. Boston, Mass. pp. 167 Pages on CD in PDF Format. buford mary hunter 1895 seth read.
5. ↑  Collections of the Worcester Society of Antiquity. Vol. XIV. Worcester, Massachusetts: Googlebooks. Worcester Society of Antiquity. 1897. p. 34. Retrieved September 7, 2007.
6. ↑  Marvin, AP (1879). History of Worcester County, Massachusetts, Embracing a Comprehensive History of the County from its earliest beginnings to the present time; Vol.lI. Boston, MA: CF Jewitt and Company. p. 425.
7. ↑  Rice, Franklin P (1882). Worcester Town Records; 1753-1783; Worcester Society of Antiquity; Worcester Historical Society; Meeting of 1881. p. 365.
8. ↑  Of, Daughters (1909). Book of Lineage by the Daughters of the American Revolution. The Society. pp. 301. Retrieved October 11, 2007 – via Internet Archive. colonel seth reed.
9. ↑  Marvin, p. 425, 436
10. ↑  "Massachusetts Coppers 1787-1788: Introduction". University of Notre Dame. Retrieved October 9, 2007.
11. ↑  "The Numismatist, Volume 29". 1916. Archived from the original on December 26, 2011. Retrieved November 23, 2019.
12. ↑  "e pluribus unum FAQ #7". www.treas.gov. Retrieved September 29, 2007. [پیوند مرده]
13. ↑  Preble, George Henry (1879). Origin and History of the American Flag and of the Naval and Yacht club Signals, Seals and Arms, and of the Principal National Songs of the United States; Volume II. Philadelphia: Brown. pp. 695–696.
14. ↑  Chapin, Judge Henry (1881). Address Delivered at the Unitarian Church in Uxbridge; 1864. Worcester, Mass. pp. 41.
15. ↑  Turner, Eramus (1909). Pioneer History of the Holland Purchase of Western New York. Volume II. p. 319.